# Helictotrichon leve
Helictotrichon leve là một loài thực vật có hoa trong họ Hòa thảo. Loài này được (Hack.) Potztal mô tả khoa học đầu tiên năm 1951.